# Unihan
Le Projet Unihan est une tentative d'unification des caractères chinois. C'est le processus employé par les auteurs d'Unicode et d'UCS pour coder le jeu multi-caractères des langues CJC en un jeu mono-caractères unifié. Les caractères chinois sont communs au chinois (hanzi), au coréen (hanja), au japonais (kanji), ainsi que CJCV y incluant également le vietnamien (Chữ nho et Chữ Nôm).
Le coréen, le chinois et le japonais peuvent représenter un caractère chinois, ou sinogramme, de différentes manières. Cependant, dans la formulation d'Unicode, ces différences ont été réduites.
Cette unification est souvent appelée Unification Han ou Unihan.
Le projet Unihan utilise entre autres les dictionnaires libres EDICT (japonais-anglais, commencé en 1991), et CEDICT (chinois-anglais, commencé en 1997).